# 阿鲁 (厄尔-卢瓦省)
阿鲁（法語：Arrou，法語發音：[aʁu]）是法国厄尔-卢瓦省的一个旧市镇，位于该省西南部，属于沙托丹区。2017年1月1日，阿鲁和相邻的另外5个市镇合并为新市镇阿鲁新市镇（后更名为“瓦尔迪耶尔”），并成为政府驻地。

## 地理
阿鲁（48°6'2"N, 1°7'23"E）面积64.98 平方千米，位于法国中央-卢瓦尔河谷大区厄尔-卢瓦省，该省份为法国北部内陆省份，北起顺时针与厄尔省、伊夫林省、埃松省、卢瓦雷省、卢瓦-谢尔省、萨尔特省和奧恩省接壤。
与阿鲁接壤的市镇（或旧市镇、城区）包括：安韦尔、勒戈迪佩尔什、勒普瓦莱、库尔塔兰。
阿鲁的时区为UTC+01:00、UTC+02:00（夏令时）。

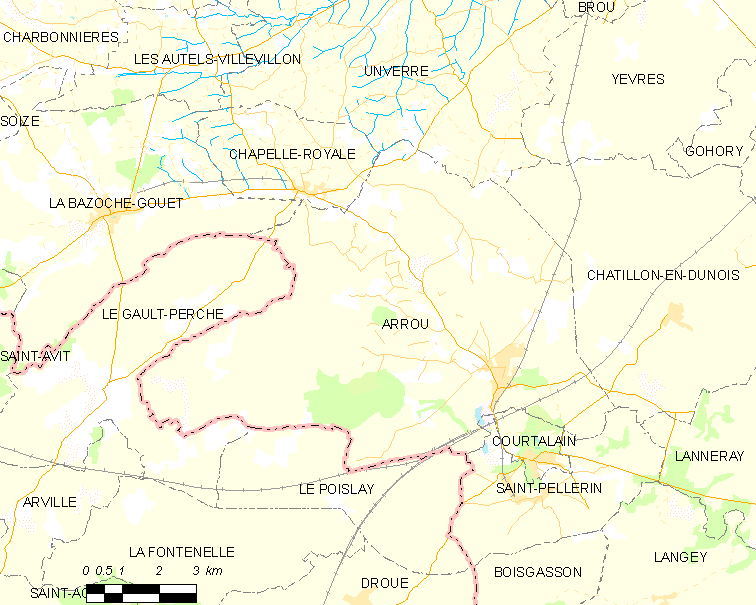
阿鲁的OSM定位图

## 行政
阿鲁的邮政编码为28290，INSEE市镇编码为28012。

## 政治
阿鲁所属的省级选区为布鲁县。

## 人口

1962-2008年间阿鲁人口变化图示

阿鲁于2018年1月1日时的人口数量为1432人。